# Гомес, Кармело
Карме́ло Го́мес Села́да (исп. Carmelo Gómez Celada; род. 2 января 1962, Саагун, провинция Леон) — испанский актёр. Дважды лауреат премии «Гойя» за свои роли в «Считанных днях» (в номинации «Лучшая мужская роль», 1994) и «Методе Грёнхольма» (в номинации «Лучшая мужская роль второго плана», 2006).
Изучал актёрское мастерство в Саламанке, также учился в Мадридской школе драматического искусства.

## Фильмография
- 2014 — La punta del iceberg
- 2014 — La playa de los ahogados
- 2014 — Tiempo sin aire
- 2013 — Lejos del mundo
- 2012 — Baztan
- 2011 — Silencio en la nieve
- 2009 — Agallas
- 2008 — La casa de mi padre
- 2007 — La carta esférica
- 2007 — Гол! 2 / Goal! 2: Living the Dream…
- 2007 — Экспресс на Овьедо / Oviedo Express
- 2006 — Ночь подсолнухов / La noche de los girasoles
- 2005 — Метод Грёнхольма / El método (de Grönholm)
- 2004 — Есть повод! / ¡Hay motivo!
- 2002 — Пляж борзых / La playa de los galgos
- 2002 — На нас смотрят / Nos miran
- 2002 — Путешествие Кэрол / El viaje de Carol
- 2000 — Вратарь / El portero
- 1999 — Чужие / Extraños
- 1999 — Между ног / Entre las piernas
- 1997 — Секреты сердца / Secretos del corazón
- 1996 — Территория команчей / Territorio comanche
- 1996 — Собака на сене / El perro del hortelano
- 1996 — Твоё имя отравляет мои сны / Tu nombre envenena mis sueños
- 1996 — Земля / Tierra
- 1995 — Среди красных / Entre rojas
- 1994 — Детектив и смерть / El detective y la muerte
- 1994 — Считанные дни / Días contados — Антонио
- 1994 — Колыбельная / Canción de cuna
- 1993 — Рыжая белка / La ardilla roja
- 1992 — После сна / Después del sueño
- 1991 — Коровы / Vacas
- 1988 — Спуститься к маврам / Bajarse al moro
- 1986 — Путешествие в никуда / El viaje a ninguna parte